# Théo Frilet
Théo Frilet, né en 1987, est un acteur français.

## Biographie
Il a étudié l'art dramatique à Paris, au WRZ Théâtre avant de commencer une carrière cinématographique puis d'intégrer le Cours Florent de 2003 à 2005. Il commence sa carrière dans le téléfilm Un jour d'été de Franck Guérin, puis dans le court métrage Weekend à la campagne de Matthieu Salmon.
En 2007, il débute au cinéma aux côtés de Vincent Lindon et Emmanuelle Devos dans Ceux qui restent. L'année suivante, on le voit dans Nés en 68 avec Laetitia Casta, Des poupées et des anges aux côtés de Leïla Bekhti et Samuel Le Bihan, puis Nos 18 ans face à Michel Blanc. En 2009, il joue dans Plein sud de Sébastien Lifshitz.
Il enchaîne ensuite les rôles principaux dans les téléfilms Guy Môquet, un amour fusillé, diffusé sur France 2 le 21 octobre 2008, Des gens qui passent adapté du roman Un cirque passe de Patrick Modiano en compagnie de Laura Smet diffusé sur France 2 le 20 novembre 2009 qui lui vaut le prix de la révélation masculine au festival de la fiction TV de La Rochelle ainsi que le Laurier Révélation du Club Audiovisuel de Paris, Saïgon, l'été de nos 20 ans de Philippe Venault, diffusé sur France 2 le 17 décembre 2011, Rouge Brésil adapté du livre de Jean-Christophe Rufin, où il joue son premier rôle en langue anglaise aux côtés de Stellan Skarsgard diffusé en 2011 sur France 2, dans Ceux de 14 adapté du roman de Maurice Genevoix diffusé sur France 3 en 2014 où il interprète l'auteur lui-même et qui lui vaut le prix du meilleur espoir masculin du festival du film de télévision du Luchon. Plus tard, en 2018, un premier rôle dans Un mensonge oublié d'Éric Duret lui offrira, au milieu de tous ces rôles historiques ou biographiques, une partition contemporaine tout en sensibilité. Puis retour à l'historique en 2018 avec le premier rôle de La Révolte des innocents de Philippe Niang, où il joue un juge d'instruction opiniâtre du début du siècle. On peut le retrouver en ce moment sur TF1 dans la série Le temps est assassin de Claude-Michel Rome adaptée du best-seller de Michel Bussi.
Il est aussi actif dans le doublage. Il est en particulier la voix récurrente d'Eddie Redmayne depuis 2015.
Le 11 novembre 2020, dans le cadre de l’entrée au Panthéon de Maurice Genevoix, il lit une lettre écrite par celui-ci.

## Filmographie

### Cinéma

#### Longs métrages
- 2007 : Ceux qui restent d'Anne Le Ny : Romain
- 2008 : Des poupées et des anges de Nora Hamdi : Mikaël
- 2008 : Nés en 68 d'Olivier Ducastel et Jacques Martineau : Boris
- 2008 : Nos 18 ans de Frédéric Berthe : Lucas
- 2009 : Plein sud de Sébastien Lifshitz : Mathieu

#### Courts métrages
- 2016 : Dehors, tu vas avoir si froid... d'Arnaud Sadowski : Hugo
- 2019 : Ekilore de Mathilde Araujo : Bastien

### Télévision

#### Séries télévisées
- 2014 : Ceux de 14 d'Olivier Schatzky : Maurice Genevoix
- 2014 : Candice Renoir : Adam Lacombe (saison 2, épisode 8)
- 2015 : Versailles : un jeune soldat (saison 1, épisode 4 et 6)
- 2017 : Cassandre : Vincent Girod (épisode Neiges éternelles)
- 2017 : Mongeville : Morgan Dampierre (épisode Parfum d'amour)
- 2019 : Le temps est assassin de Claude-Michel Rome : Nicolas Idrissi
- 2019 : Profilage : Adrien / Laurent (épisode Fuir)
- 2021 : Nina (épisode Engagements)
- 2021 : Le Code : Maxime Laffargue (mini-série)

#### Téléfilms
- 2006 : Un jour d'été de Franck Guérin : Mickaël
- 2008 : Guy Môquet, un amour fusillé de Philippe Bérenger : Guy Môquet
- 2009 : Des gens qui passent d'Alain Nahum : Jean
- 2010 : La Marquise des ombres d'Édouard Niermans : l'abbé Briancourt
- 2011 : Une vie française de Jean-Pierre Sinapi : Vincent Blick #2
- 2011 : Isabelle disparue de Bernard Stora : Antonin
- 2011 : Saïgon, l'été de nos 20 ans de Philippe Venault : Philippe
- 2013 : Rouge Brésil de Sylvain Archambault : Just Clamorgan
- 2016 : Meurtres à l'île de Ré : Robin Garnier
- 2018 : Un mensonge oublié d'Éric Duret : Félix Bricourt
- 2018 : La Révolte des innocents de Philippe Niang : Émile Guidon
- 2021 : Les Sandales blanches de Christian Faure : Paul
- 2024 : Le Chant des sirènes de Jean-Marc Thérin : Guenole
- 2025 : La Manière forte de Vincent Primault : Gabriel Laporte

### Jeux vidéo
- 2018 : Detroit: Become Human : Connor (capture de mouvement)
- 2024 : Star Wars Outlaws : un joueur de Sabacc (capture de mouvement)

## Doublage

### Cinéma

#### Films
- Eddie Redmayne dans (8 films) :
  - Une merveilleuse histoire du temps (2014) : Stephen Hawking
  - Danish Girl (2015) : Einar Wegener / Lili Elbe
  - Les Animaux fantastiques (2016) : Norbert Dragonneau
  - Les Animaux fantastiques : Les Crimes de Grindelwald (2018) : Norbert Dragonneau
  - The Aeronauts (2019) : James Glaisher
  - Les Sept de Chicago (2020) : Tom Hayden
  - Les Animaux fantastiques : Les Secrets de Dumbledore (2022) : Norbert Dragonneau
  - Meurtres sans ordonnance (2022) : Charles Cullen (en)

- Matthias Schweighöfer dans :
  - Army of the Dead (2021) : Ludwig Dieter
  - Army of Thieves (2021) : Sebastian Schlencht-Wöhnert / « Ludwig Dieter »
  - Agent Stone (2023) : le valet de cœur
  - Brick (2025) : Tim

- 2013 : Snowpiercer, le Transperceneige : Edgar (Jamie Bell)
- 2014 : The Giver : Asher (Cameron Monaghan)
- 2015 : Un voisin trop parfait : Jason Zimmer (Adam Hicks)
- 2016 : Elvis and Nixon : Dwight Chapin (Evan Peters)
- 2016 : Divergente 3 : Au-delà du mur : Matthew (Bill Skarsgård)
- 2017 : The Wife : David Castleman (Max Irons)
- 2018 : The Passenger : Jimmy (Adam Nagaitis)
- 2018 : A Star Is Born : Rez (Rafi Gavron)
- 2018 : Les Animaux fantastiques : Les Crimes de Grindelwald : Norbert Dragonneau, adolescent (Joshua Shea)
- 2019 : Escape Game : le professeur d'université de Zoey (Cornelius Geaney Jr.)
- 2019 : Parasite : Ki-woo Kim (Choi Woo-sik)
- 2019 : Harriet : Gideon Brodess (Joe Alwyn)
- 2020 : After : Chapitre 2 : Trevor Matthews (Dylan Sprouse)
- 2021 : Old : Sidney (Matthew Shear)
- 2021 : Pierre Lapin 2 : Panique en ville : Carlos (Tom Golding) (voix)
- 2021 : Twist : Oliver (Rafferty Law)
- 2022 : Perdus dans l'Arctique : Iver P. Iversen (Joe Cole)
- 2022 : Le Pire Voisin au monde : Otto Anderson jeune (Truman Theodore Hanks)
- 2022 : Une étoile à la fois : Massimo Di Lorenzo (Lorenzo Richelmy)
- 2023 : Asteroid City : Montana (Rupert Friend)
- 2023 : Oppenheimer : ? (?)
- 2023 : After : Chapitre 5 : James (Harrison Osterfield)
- 2023 : Le Cercle des neiges : Marcelo Pérez del Castillo (Diego Vegezzi)
- 2024 : La Québécoise : Junior Tremblay (Antoine Olivier Pilon)

#### Courts métrages
- Rupert Friend dans : 
  - Le Cygne (2023) : le narrateur
  - Le Preneur de rats (2023) : Claude

#### Film d'animation
- 2025 : Falcon Express : ? (création de voix)

### Télévision

#### Téléfilms
- 2020 : La famille du péché : Guy (Joey Luthman (en))
- 2021 : Amoureux de ma prof : Cooper Thompson (Conlan Kisilewicz)
- 2022 : Meurtre à Noël : Matt (Travis Burns (en))
- 2023 : Tout pour mon fils ! : Rex (Nikolai Soroko)
- 2023 : La face cachée de mon héros : Tyson (Craig Geoghan)
- 2025 : Les Empoisonneurs : Frank Weller (Tom Radisch (de))

#### Séries télévisées
- 2014 : Mon oncle Charlie : Dewey Fitzpatrick (Graham Phillips) (saison 11, épisode 17)
- 2019 : What/If : Sean Donovan (Blake Jenner) (mini-série)
- 2019 : Mindhunter : Elmer Wayne Henley Jr. (Robert Aramayo) (saison 2, épisode 4)
- 2019 : Skylines : ? (?)
- 2019-2020 : The Politician : Payton Hobart (Ben Platt) (15 épisodes)
- 2019-2021 : Godfather of Harlem : Ernie Nunzi (Rafi Gavron) (19 épisodes)
- 2020 : Locke and Key : Javi (Kevin Alves) (1re voix, saison 1)
- 2020 : Filthy Rich : Eric Monreaux (Corey Cott (en)) (10 épisodes)
- 2020 : Her Voice : Samuel (Colton Ryan) (9 épisodes)
- 2020 : Grand Army : Tim Delaney (Thelonius Serrell-Freed) (8 épisodes)
- 2020-2022 : Control Z : Raúl León (Yankel Stevan) (24 épisodes)
- 2021 : Sky Rojo : Tsunami (Penélope Guerrero) et Xuan (Iván Yao)
- 2021 : La montagne aux secrets : Ron (Merlin Rose) (7 épisodes)
- 2021-2022 : Qui ment ? : Simon (Mark McKenna) (9 épisodes)
- 2021-2025 : La Roue du temps : Rand al'Thor (Josha Stradowski (en)) (24 épisodes)
- 2022 : Blockbuster (en) : Carlos Herrera (Tyler Alvarez) (10 épisodes)
- 2022 : Famille en jeu : Robert (Adrian Zaremba) (8 épisodes)
- 2022-2023 : Slow Horses : James « Spider » Webb (Freddie Fox) (11 épisodes)
- 2022-2024 : Élite  : Ívan Carvalho (André Lamoglia)
- 2023 : La Reine Charlotte : Un chapitre Bridgerton : Adolphe IV (Tunji Kasim) (mini-série)
- 2023 : La Vie mensongère des adultes : Roberto (Giovanni Buselli (it)) (mini-série)
- 2023 : La Chute de la maison Usher : Julius (Daniel Chae Jun) (mini-série)
- 2023 : Poker Face : ? (?) (saison 1, épisode 6), Randy (Jack Alcott (en)) (saison 1, épisode 7) et ? (?) (saison 1, épisode 8)
- depuis 2023 : The Buccaneers : Guy Thwarte (Matthew Broome)
- 2024 : Masters of the Air : ? (?) (mini-série)
- 2024 : The Vince Staples Show : l'officier Guttierez (Arturo Castro)
- 2024 : Monstres : L'Histoire de Lyle et Erik Menéndez : Lyle Menéndez (Nicholas Chavez) (mini-série)
- depuis 2024 : The Day of the Jackal : « Le Chacal » (Eddie Redmayne)
- 2025 : Zero Day : Patrick O'Keefe (Jasjit Williams) (mini-série)
- 2025 : La Maison de David : Eshbaal (Sam Otto (en))
- 2025 : De parfaites demoiselles : Lazaro (Nicolás Illoro)
- 2025 : L'Institut : ? ( ? ) (mini-série)

#### Séries d'animation
- 2010-2011[3] : Sawako : Kento Miura (saison 2)
- 2019 : Carole & Tuesday : un journaliste et David
- 2022 : Transformers: BotBots (en) : 24K-Bit, Dinger, Starscope et Snorg
- 2022 : Trolls Trollstopia : Forte Crescendo (saison 6, épisode 5)
- 2024 : Tokyo Override : Yasumoto

## Voix off

### Livres audio
- 2018 : Les Animaux fantastiques
- 2018 : La Seule Histoire
- 2018 : Une fille, qui danse
- 2019 : Là-haut dansent les étoiles
- 2020 : Leur Domaine
- 2021 : La Grande Vallée
- 2021 : Les Indécis

## Distinctions

### Récompenses
- 2009 : Révélation masculine au Festival de la fiction TV de La Rochelle pour son rôle dans Des Gens qui passent[4].
- 2009 : Laurier Révélation au Club Audiovisuel de Paris pour son rôle dans Des Gens qui passent[5].
- 2014 : Prix du meilleur espoir masculin au Festival du film de Télévision de Luchon pour son rôle dans Ceux de 14.

### Nominations
- 2009 : Pré-nommé pour le César de la Révélation Masculine pour son rôle dans Nés en 68[6]